# James Weldon Johnson
James Weldon Johnson, född 17 juni 1871 i Jacksonville, Florida, död 26 juni 1938 i Wiscasset, Maine, var en amerikansk författare, diplomat och medborgarrättsaktivist. Han var den första färgade ledaren inom National Association for the Advancement of Colored People (NAACP) och dess chef i perioden 1920-1930.
Tillsammans med sin bror, tonsättaren John Rosamond Johnson (1873–1954), har han skrivit hymnen Lift Every Voice and Sing, som har kallats de färgades nationalsång, och omkring 200 sånger till musikaler på Broadway i New York. I samband med Harlemrenässansen på 1920-talet blev Johnson känd för sin poesi och sina romaner och antologier med dikter och sånger skapade av färgade amerikaner.
Han utnämndes till amerikansk konsul av president Theodore Roosevelt, först i Venezuela år 1906 och mellan åren 1909–1914 i Nicaragua.
James W Johnson utnämndes, som den första färgade, till professor vid New York University år 1934 och undervisade senare vid Fisk University i Nashville.